# Scytodes dollfusi
Scytodes dollfusi là một loài nhện trong họ Scytodidae.
Loài này thuộc chi Scytodes. Scytodes dollfusi được miêu tả năm 1941 bởi Millot.